# Bernard Manning

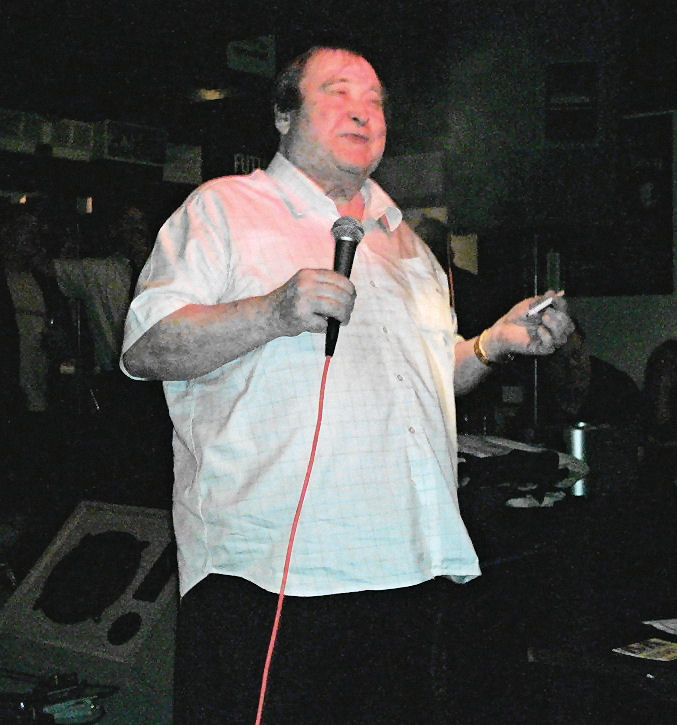
Bernard Manning

Bernard Manning (Manchester, 13 augustus 1930 - Manchester, 18 juni 2007) was een Brits komiek.
Hij werd soms controversieel bevonden, omdat zijn humor dikwijls met etnische stereotypen speelde, hetgeen normaal was in de jaren zeventig, maar vanaf de jaren tachtig van de televisie werd geweerd; Manning bleef ermee doorgaan in zaalshows. Ofschoon hij het zelf ontkende, verdachten zijn critici hem ervan dat hij een racist was.

## Levensloop
Manning werd in het district Ancoats in Manchester geboren uit een Ierse katholieke familie, maar hij beweerde ook Joodse wortels te hebben; zijn huis in Alkrington heette Sjalom, Hebreeuws voor vrede.
Hij verliet de school op zijn veertiende om in de groentewinkel van zijn vader te werken, waarna hij in de tabaksfabriek van Gallaher aan de slag ging. Daarop trok hij in het leger. In de gevangenis van Spandau moest hij, net na de Tweede Wereldoorlog, nazikopstukken bewaken, onder wie Rudolf Hess en Albert Speer. Daar begon hij voor het eerst muzikale revues voor de andere soldaten op te voeren, en toen hij merkte dat zijn publiek niet afhaakte wanneer hij inkomgeld vroeg, rijpte bij hem het idee om een carrière in de amusementsindustrie op te bouwen.
Naar Engeland teruggekeerd, bleef Manning als zanger actief, en werkte ook als toneelmeester. Hij had veel succes in de jaren vijftig en zong onder andere als leider van de Oscar Rabin Band. Gaandeweg begon hij humor te gebruiken, en hij werd steeds meer een komiek dan een zanger.
In de jaren vijftig en zestig trad Manning veelvuldig in zalen op comedy-avonden op; in de jaren zeventig maakte hij dan zijn televisiedebuut in het programma The Comedians van Granada TV. Later was hij de gastheer van The Wheeltappers and Shunters Social Club.
Met de opkomst van de politieke correctheid werd Manning in afnemende mate gevraagd voor televisie, maar hij bleef optreden in de Working Men's Club and Institute Union voor volgeladen zalen, waar, zo beweerde hij, dikwijls mensen uit etnische minderheden in het publiek zaten.
Zijn stijl is nooit zachter geworden, maar toen de jaren zeventig opnieuw in de belangstelling kwamen, maakte hij een lichte heropleving qua televisieoptredens mee; Channel 4 liet hem optreden te Bombay. In oktober 2002 presenteerde hij een aflevering van het radioprogramma Great Lives op BBC Radio 4, waarin hij het leven van Moeder Teresa besprak.
In 2003 werd bericht dat Manning geboekt was voor een optreden op een bijeenkomst van de British National Party. In The Mirror ontkende hij dit echter: „'t Is een hoop zever. Ik weet niet waar ik moet werken. Praat met mijn impresario. Ik heb geen weet van BNP-onzin. Ik zou het hoe dan ook niet doen. Denk je dat ik godverdomme een vijs kwijt ben?“
In 2006 kwam hij nogmaals in het nieuws toen hij Madonna aan het lachen bracht tijdens het feest voor de veertigste verjaardag van kok Marco Pierre White.
Hoewel hij in zijn latere leven nog steeds tournees door Groot-Brittannië maakte, trad hij veelal in The Embassy op, een club aan de A664 in Harpurhey. Deze had hij samen met zijn vader opgericht in 1959 en werd geleid door zijn zoon, Bernard junior. Naar verluidt hebben vele latere sterren aldaar opgetreden, waaronder volgens Manning de Beatles.
De vrouw van Manning overleed in 1986 aan een hartinfarct, en daar zijn zoon het ouderlijk huis verlaten had, trok Manning terug bij zijn moeder in. Zijn broer John was in 1944 omgekomen bij de aanval op Arnhem; zijn moeder en zijn twee andere broers, Jackie en Frank, stierven beiden in 1995. Gedurende zijn hele leven was Manning supporter van Manchester City F.C.. In zijn latere leven was hij geheelonthouder, en hij leed aan diabetes. Twee weken nadat hij in North Manchester General Hospital met nierklachten opgenomen was, overleed hij er om tien over drie 's ochtends. Hij had zijn eigen necrologie geschreven, die twee dagen later in The Daily Mail gepubliceerd werd.

## Stijl
De tegenstanders van Manning, onder wie Esther Rantzen, zeiden dat hij een bigot en een racist was, ofschoon Darcus Howe eens opmerkte zich meer verwant aan Manning dan aan Tony Blair te voelen.
Vaste ingrediënten van zijn grappen waren ras, seks en godsdienst, maar hij beschouwde tampons en mindervaliden als ongepast om grappen over te maken. De term 'wog', zoiets als 'bruine boon', achtte hij een „afschuwelijk, beledigend woord dat ik nog nooit in mijn leven gebruikt heb“, maar hij verdedigde het gebruik van 'nikker' en 'coon' (ook een denigrerende term voor een kleurling), omdat die termen historische gronden hebben. In het programma Mrs Merton gaf hij zogezegd toe een racist te zijn, maar zei eveneens: „Ik vertel moppen. Een mop neem je nooit ernstig.“
In interviews met journalisten parkeerde hij gewoonlijk zijn Rolls Royce Silver Spirit strategisch voor de deur, terwijl hij enkel een onderhemdje en onderbroek droeg; hij vertelde graag dat hij in Las Vegas nog met Dean Martin was opgetreden en de Koningin had ontmoet. Hij beweerde dat hij sterk in familiewaarden geloofde en nooit vloekte in het bijzijn van zijn moeder:
„Ik heb mij opgewerkt in de wereld. Ik drink of rook niet, ik neem geen drugs. Ik heb nooit achter de vrouwen aangezeten. Ik ben correct opgevoed met goede ouders en ik heb nooit in moeilijkheden gezeten en niemand kwaad berokkend. En ik houd van mijn gezin.“
In maart 2007 strandde Manning op de negenentwintigste plaats op de lijst van de honderd beste komieken in een door Channel 4 uitgevoerde populariteitspeiling.